# Strange Music
Pour les articles homonymes, voir Strange.
Strange Music est un label discographique indépendant américain, spécialisé dans le hip-hop, situé à Lee's Summit, dans le Missouri. Il est fondé en 1999 par Travis O’Guin et Aaron D. Yates (alias Tech N9ne). Il est actuellement affilié au distributeur Fontana Distribution depuis 2006.

## Histoire

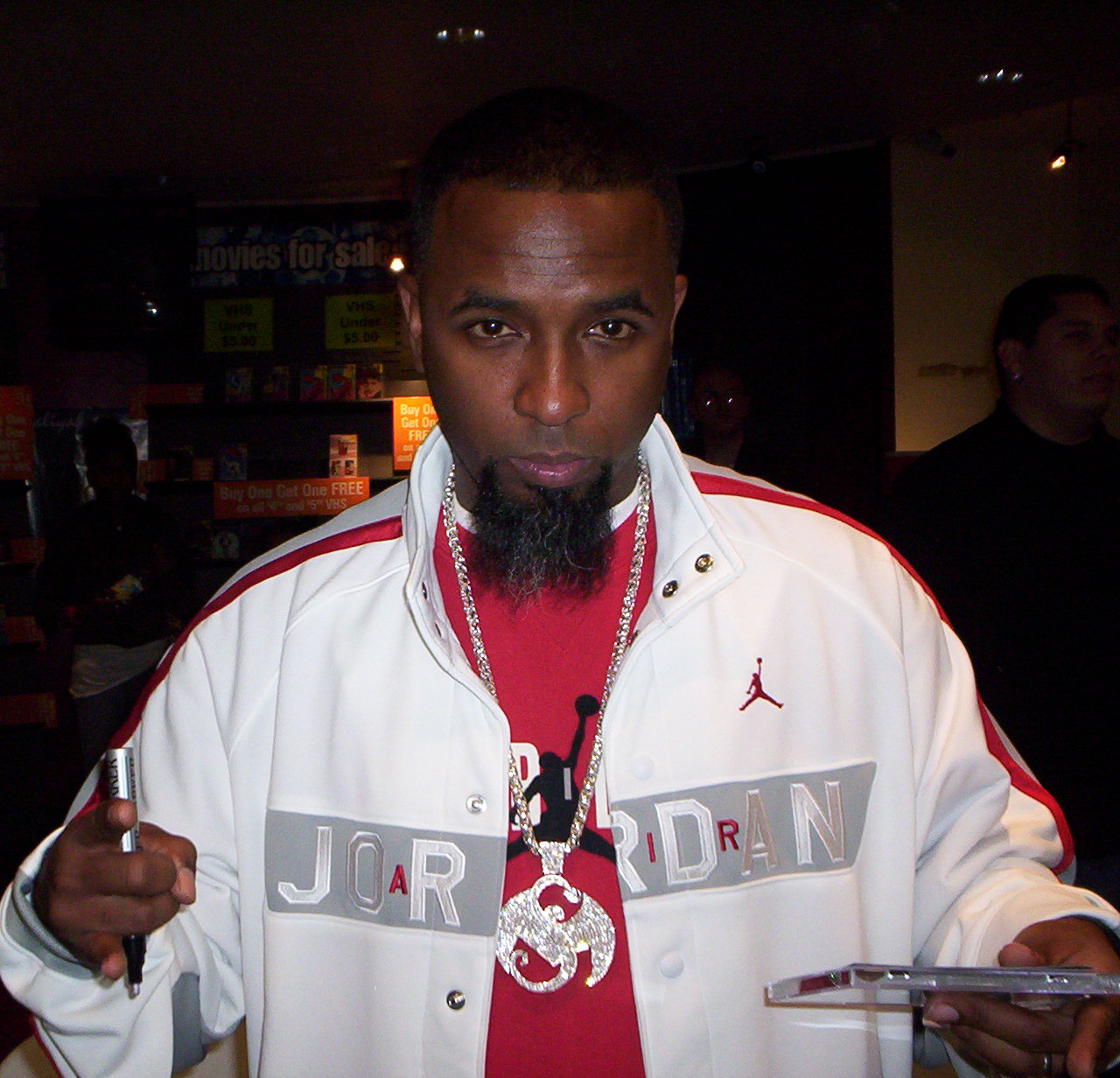
Tech N9ne, cofondateur de Strange Music.

Travis, un homme d’affaires qui officiait dans le domaine du mobilier, cherchait à introduire l’industrie du disque. Fan du rappeur Tech N9ne, il décide de prendre sa carrière en main. Tech avait à cette époque de nombreux engagements et plusieurs contrats qui le menaient dans tout un tas de directions. Il était notamment signé sur Qwest Records, ainsi que sur MidwestSide Records. Il avait également un engagement avec Qwest Records et Sway & King Tech de The Wake Up Show. Travis entre en scène et offre à Tech une chose qu'il n'a jamais eu, son propre label. Ils sont convenus d'un 50/50, Travis est ainsi devenu président de Strange Music et Tech N9ne, vice-président.
Leur premier projet est un accord avec JCOR Entertainment pour sortir l’album Anghellic, cependant JCOR aurait mal géré la sortie de cet album. Travis et Tech ont donc cherché à négocier une autre affaire 50/50, cette fois avec Mark Cerami (ex-Priority Records) et Dave Weiner (ex-JCOR Entertainment) qui montaient à ce moment-là leur propre label commun, MSC Entertainment. L’album Absolute Power est un véritable succès pour Tech et Strange Music avec plus de 250 000 exemplaires vendus alors qu’il était également disponible en téléchargement gratuit. Désormais, le label est indépendant. Il n’est plus en contrat avec MSC Entertainment mais passe par le biais de Fontana Distribution. Le premier album à être distribué par Fontana, est Everready (The Religion) de Tech N9ne en 2006. Un an plus tard, Tech et Strange Music ont réitéré avec l’album Misery Loves Kompany. Il faut attendre 2008 pour qu’un autre album solo sorte, celui du rappeur Prozak, Project Deadman. Tout portait à croire que le rappeur de Brooklyn Ill Bill avait signé sur Strange Music pour sortir son album The Hour of Reprisal. Il semble que les négociations aient été interrompues, Ill Bill aurait donc signé chez Fat Beats Records pour sortir son album.
Le 7 février 2009, il est annoncé sur le site officiel de Tech N9ne l'arrivée de Big Scoob au label Strange Music. Le 9 février 2009, une annonce sur le site officiel de Tech N9ne nous fait savoir que Skatterman & Snug Brim ont décidé de quitter le label Strange Music après avoir rempli leur part de contrat. En mai 2009, Tech a signé Brotha Lynch Hung sur le label. Brotha Lynch publie son album Dinner and a Movie le 23 mars 2010. Le 19 juillet 2009, Cognito est signé sur le label Strange Music. Il ne tourne pas avec les autres membres du label lors du KOD Tour afin de terminer son album solo Automatic, publié le 20 avril 2010. Enfin, le 27 septembre 2010, la signature de Jay Rock pour un contrat de plusieurs albums avec Strange Music est annoncée par The Hour of Reprisal.
En décembre 2011, Strange Music annonce la signature de Prozak au label en tant qu'artiste solo.
En janvier 2012, Strange Music signe le duo de rap CES Cru, composé des rappeurs Ubiquitous et Godemis. Ils collaboraient auparavant avec Strange sur leurs albums Bad Season, All 6's and 7's, et Tech N9ne Collabos: Welcome To Strangeland,. En août 2012, Tech N9ne signe le rappeur de Slumerican, Rittz. Rittz et Tech N9ne collaborent immédiatement ensemble, et publient le leur remix de la chanson Bloody Murdah de Rittz. Le 7 février 2014, Tech N9ne annonce sur sa page Facebook la signature de Murs à Strange Music. Le 22 septembre 2014, le départ de Kutt Calhoun de Strange Music est annoncé. Le même mois, Tech N9ne révèle le départ de Jay Rock de Strange Music et son arrivée à Top Dawg Entertainment.
Le 23 février 2016, Tech N9ne confirme sur Instagram la signature du groupe pop AboveWave.

## Logo
Le label est représenté par deux animaux : le serpent en forme de « S » qui symbolise le Diable et la tentation, et la chauve-souris en forme de « M » qui est une référence au monde de la nuit.

## Particularités
Strange Music compte de nombreux artistes ayant un univers similaire à celui de son rappeur phare, Tech N9ne : Krizz Kaliko, Grave Plott, Prozak, Kutt Calhoun, Big Scoob, Cognito, et Brotha Lynch. La plupart des albums estampillés Strange Music sont reconnaissables à la qualité de la production. Strange Music soigne particulièrement les arrangements, le mixage et le mastering des productions de chaque artiste. Par ailleurs, Strange Music se revendique comme étant l’un des labels indépendants de hip-hop les plus fructueux du monde.

## Divisions

### Strange Music West
Le 14 mai 2009, un communiqué de presse est émis par le label, annonçant la nomination de Dave Weiner (anciennement de Priority Records, JCOR Entertainment & MSC Entertainment) comme vice-président de Strange Music West. Dans cette nouvelle fonction, Dave travaille main dans la main avec le président du label, Travis O'Guin, à partir d’un bureau satellite basé à Los Angeles. Le rôle de Dave Weiner est de trouver et de signer de nouveaux contrats pour le label. Il est notamment responsable de la signature du rappeur de Sacramento, Brotha Lynch Hung, sur Strange Music,,.

### Strange Lane Records
En 2010, Strange Music Inc. lance un nouveau label appelé Strange Lane Records. Le premier artiste qui y est signé est Young Bleed. Cependant, il ne restera plus aucun membre après le départ de Young Bleed au début de 2012.

## Artistes
| Artiste                                                     | Année de signature | Nombre d'albums chez Strange Music |
| ----------------------------------------------------------- | ------------------ | ---------------------------------- |
| 816 Boyz (Krizz Kaliko, Kutt Calhoun, Makzilla & Tech N9ne) | —                  | —                                  |
| Big Scoob                                                   | 2009               | 4                                  |
| Brotha Lynch Hung                                           | 2009               | 3                                  |
| Ces Cru                                                     | 2012               | 1                                  |
| Jay Rock                                                    | 2010               | 1                                  |
| K.A.B.O.S.H. (Tech N9ne, Krizz Kaliko, & Dirty Wormz)       | —                  | —                                  |
| Krizz Kaliko                                                | —                  | 5                                  |
| Kutt Calhoun                                                | 2004               | 4                                  |
| Tech N9ne                                                   | 1999               | 15                                 |
| Stevie Stone                                                | 2011               | 3                                  |
| !Mayday!                                                    | 2011               | 3                                  |

## Discographie

### Albums studio
| Année                                                    | Détails | Meilleure position | Meilleure position | Meilleure position | Meilleure position | Meilleure position | Ventes  |
| Année                                                    | Détails | Billboard 200      | Top Heatseekers    | Top Independent    | Top R&B/Hip-Hop    | Top Rap            | Ventes  |
| -------------------------------------------------------- | --- | ------------------ | ------------------ | ------------------ | ------------------ | ------------------ | ------- |
| 2001                                                     | Tech N9ne – Anghellic [note] - Sortie : 28 août 2001 - Label : Strange Music/JCOR Entertainment - Format : CD                          | 59                 | —                  | 46                 | 50                 | *                  | 278 000 |
| 2002                                                     | Tech N9ne – Absolute Power - Sortie : 24 septembre 2002 - Label : Strange Music/MSC Entertainment (MSC10012) - Format : CD & Bonus DVD | 79                 | —                  | 3                  | 28                 | *                  | 313 000 |
| 2004                                                     | Skatterman & Snug Brim – Urban Legendz - Sortie : 23 mars 2004 - Label: Strange Music/MSC Entertainment (MSC-1007 2) - Format: CD      | —                  | —                  | —                  | —                  | *                  |         |
| 2004                                                     | Project Deadman – Self Inflicted - Sortie : 13 juillet 2004 - Label: Strange Music/MSC Entertainment (MSC1011) - Format: CD            | —                  | —                  | —                  | —                  | *                  |         |
| 2004                                                     | Kutt Calhoun – B.L.E.V.E. - Sortie : 10 août 2004 - Label : Strange Music/MSC Entertainment (MSC-1008 2) - Format : CD                 | —                  | —                  | —                  | —                  | *                  |         |
| 2006                                                     | ' Tech N9ne – Everready (The Religion) - Sortie : 7 novembre 2006 - Label : Strange Music (SMI 02 1N02) - Format : CD et Bonus CD      | 50                 | —                  | 2                  | 23                 | 11                 | 180 000 |
| 2007                                                     | Tech N9ne – Misery Loves Kompany - Sortie : 17 juillet 2007 - Label : Strange Music (SMI 04) - Format : CD                             | 49                 | —                  | 3                  | 23                 | 7                  | 82 000  |
| 2008                                                     | Krizz Kaliko – Vitiligo - Sortie : 6 mai 2008 - Label : Strange Music (SMI 45) - Format : CD                                           | 167                | —                  | 19                 | 50                 | 20                 | 15 634  |
| 2008                                                     | Grave Plott – The Plott Thickens - Sortie : 20 mai 2008 - Label : Strange Music (SMI 46) - Format : CD                                 | —                  | —                  | —                  | 95                 | —                  | 1 189   |
| 2008                                                     | Prozak – Tales From The Sick - Sortie : 3 juin 2008 - Label : Strange Music (SMI 47) - Format : CD & Bonus DVD                         | —                  | 8                  | 25                 | 52                 | 20                 | 12 560  |
| 2008                                                     | Tech N9ne – Killer - Sortie : 1er juillet 2008 - Label : Strange Music (SMI 48) - Format : 2CD                                         | 12                 | —                  | 1                  | 8                  | 6                  | 124 000 |
| 2008                                                     | Skatterman & Snug Brim – Word on tha Streets - Sortie : 12 août 2008 - Label : Strange Music (SMI 49) - Format : CD                    | —                  | 48                 | —                  | —                  | —                  | 1 158   |
| 2008                                                     | Kutt Calhoun – Feature Presentation - Sortie : 7 octobre 2008 - Label : Strange Music (SMI 50) - Format : CD                           | —                  | 19                 | —                  | 60                 | —                  | 2 658   |
| 2009                                                     | Tech N9ne – Sickology 101 - Sortie : 28 avril 2009 - Label : Strange Music (SMI 54) - Format : CD                                      | 19                 | —                  | 2                  | 12                 | 6                  | 85 527  |
| 2009                                                     | Krizz Kaliko – Genius - Sortie : 14 juillet 2009 - Label : Strange Music (SMI 57) - Format : CD                                        | 85                 | —                  | 12                 | 14                 | 3                  | 5 300   |
| 2009                                                     | Big Scoob – Monsterifik - Sortie : 15 septembre 2009 - Label : Strange Music (SMI 60) - Format : CD                                    | —                  | —                  | —                  | —                  | —                  |         |
| 2009                                                     | Tech N9ne – K.O.D. - Sortie : 26 octobre 2009 - Label : Strange Music (SMI 64) - Format: CD                                            | 14                 | —                  | 1                  | 7                  | 3                  | 119 000 |
| 2010                                                     | Brotha Lynch Hung – Dinner and a Movie - Sortie : 23 mars 2010 - Label : Strange Music (SMI 68) - Format : CD                          | 69                 | —                  | 7                  | 18                 | 6                  | 34 100  |
| 2010                                                     | Cognito – Automatic' - Sortie : 20 avril 2010 - Label : Strange Music (SMI 73) - Format : CD                                           | —                  | 36                 | —                  | 57                 | —                  | 1 290   |
| 2010                                                     | Kutt Calhoun – Raw and Un-Kutt - Sortie : 8 juin 2010 - Label : Strange Music (SMI 76) - Format : CD                                   | 162                | 4                  | 27                 | 27                 | 15                 | 3 500   |
| 2010                                                     | Tech N9ne – The Gates Mixed Plate - Sortie : 27 juillet 2010 - Label : Strange Music (SMI 79) - Format : CD                            | 13                 | —                  | 1                  | 5                  | 4                  | 50 000  |
| 2010                                                     | Krizz Kaliko – Shock Treatment - Sortie : 14 septembre 2010 - Label : Strange Music (SMI 80) - Format : CD                             | 97                 | —                  | 20                 | 17                 | 7                  | 4 806   |
| 2011                                                     | Brotha Lynch Hung – Coathanga Strangla - Sortie : 5 avril 2011 - Label : Strange Music (SMI 86) - Format : CD                          | 68                 | —                  | 15                 | 18                 | 9                  | 9 179   |
| 2011                                                     | Big Scoob – Damn Fool - Sortie : 3 mai 2011 - Label : Strange Music - Format : CD                                                      | —                  | 6                  | —                  | 49                 | 24                 | 2 050   |
| 2011                                                     | Tech N9ne – All 6's And 7's - Sortie : 7 juin 2011 - Label : Strange Music - Format : CD                                               | 4                  | —                  | 1                  | 1                  | 1                  | 123 000 |
| 2011                                                     | Jay Rock – Follow Me Home - Released: 26 juillet 2011 - Label: Strange Music - Format: CD                                              | 83                 | —                  | 14                 | 18                 | 10                 | 5 300   |
| « — » indique qu'aucun album n'a atteint les classements | |                    |                    |                    |                    |                    |         |

Past Album releases notes
1. ^  Ce listing mêle les numéros des publications de 2001, Anghellic, et des rééditions de 2003, Anghellic: Reparation. Le 29 juillet 2009, la publication originale compte plus de 82 700 exemplaires vendus, tandis que la réédition compte plus 180 520 exemplaires vendus.

### EPs
| Année | Détails | Meilleure position | Meilleure position | Meilleure position | Meilleure position | Meilleure position | Ventes  |
| Année | Détails | Billboard 200      | Top Heatseekers    | Top Independent    | Top R&B/Hip-Hop    | Top Rap            | Ventes  |
| --- | --- | ------------------ | ------------------ | ------------------ | ------------------ | ------------------ | ------- |
| 2010 | Tech N9ne – The Lost Scripts of K.O.D. - Sortie : 30 mars 2010 - Label : Strange Music (SMI 74) - Format : CD | 117                | —                  | 9                  | 31                 | 13                 | 5599    |
| 2010 | Tech N9ne – Seepage - Sortie : 25 octobre 2010 - Label : Strange Music (SMI 82) - Format : CD                 | 57                 | —                  | 5                  | 10                 | 6                  | 13 000  |
| 2011 | Krizz Kaliko – S.I.C. - Sortie : 17 mai 2011 - Label : Strange Music - Format : CD                            | —                  | —                  | 42                 | 42                 | 22                 | 1,080   |
| 2011 | Kutt Calhoun – Red-Headed Stepchild - Sortie : 9 août 2011 - Label : Strange Music - Format : CD              | Inconnu            | Inconnu            | Inconnu            | Inconnu            | Inconnu            | Inconnu |
| 2011 | Big Scoob – No Filter - Sortie : 20 septembre 2011 - Label : Strange Music - Format : CD                      | Inconnu            | Inconnu            | Inconnu            | Inconnu            | Inconnu            | Inconnu |
| « — » indique qu'aucun EP n'a atteint les classements « — » avec une case grise indique que l'EP n'est pas éligible pour les classements. | |                    |                    |                    |                    |                    |         |